# Kurragömma (film)
Kurragömma är en svensk film från 1963 i regi av Lars-Magnus Lindgren. I rollerna ses bland andra Jan Malmsjö, Catrin Westerlund och Sven Lindberg.
Manuset skrevs av Lars-Erik Liedholm. Inspelningen ägde rum 1962 i Filmstaden Råsunda, Genua i Italien samt i Paris i Frankrike. Rune Ericson fotograferade och Lennart Wallén klippte samman filmen. Den premiärvisades den 6 februari 1963 på biograferna Roxy och Astoria i Stockholm. Den är 105 minuter lång och tillåten från 11 år.

## Handling
Peter Flink sitter oskyldigt fängslad på Långholmens centralfängelse i Stockholm för att hans affärskompanjon Lucie i hemlighet ägnat sig åt smuggling.

## Om filmen
Kurragömma har visats i SVT, bland annat i mars 2020.

## Rollista
- Jan Malmsjö – Peter Flink, modesalongsägare
- Catrin Westerlund	– Lena Holmes, Interpolagent
- Sven Lindberg – Jens Polster-Jensen, kriminolog
- Sif Ruud – Lucie, Peters kompanjon
- Ulf Palme	– Roger, chef för ett modehus i Paris
- Gunnar Sjöberg – Francesco Felici, fängelsedirektör i Genua
- Toivo Pawlo – Georges, kommissarie i Paris
- Keve Hjelm – Sosostro, chef för ett modehus i Genua
- Margit Carlqvist – Betty
- Elsa Prawitz – Ninon
- Ingvar Kjellson – svensk fängelsedirektör
- Tor Isedal – Serini, polischef i Genua
- Björn Gustafson – La Bête
- Sten Lonnert – Alfons, La Bêtes kompis
- Axel Düberg – Mouche, modeskapare
- Åke Harnesk – en fransk gendarm
- Liane Linden – Rogers sekreterare
- Peter Lindgren – Intellektuella Johansson
- Carl-Axel Elfving	– tillskärare
- Georg Skarstedt – guldsmed
- Christer Abrahamsen – piccolo
- Hanny Schedin – hotellgäst i Paris
- Birger Sahlberg – deltagare i kongress